# Arc sinus
« Arcsin » redirige ici. Ne pas confondre avec Arsin.
 (mai 2021).
Si vous disposez d'ouvrages ou d'articles de référence ou si vous connaissez des sites web de qualité traitant du thème abordé ici, merci de compléter l'article en donnant les références utiles à sa vérifiabilité et en les liant à la section « Notes et références ».
En mathématiques, l’arc sinus d'un nombre réel compris (au sens large) entre −1 et 1 est l'unique mesure d'angle en radians dont le sinus vaut ce nombre, et comprise entre {\displaystyle -{\frac {\pi }{2}}} et {\displaystyle {\frac {\pi }{2}}}.
La fonction qui associe à tout nombre réel compris au sens large entre −1 et 1 la valeur de son arc sinus est notée {\displaystyle \arcsin } ({\displaystyle \operatorname {Arcsin} } ou {\displaystyle \operatorname {Asin} } en notation française, et {\displaystyle \sin ^{-1}}, parfois {\displaystyle \operatorname {asin} } ou {\displaystyle \operatorname {asn} } , en notation anglo-saxonne). 
Il s'agit alors de la bijection réciproque de la restriction de la fonction trigonométrique sinus à l'intervalle {\displaystyle \left[-{\frac {\pi }{2}};{\frac {\pi }{2}}\right]}. Elle fait partie des fonctions circulaires réciproques.
On a donc par définition :
{\displaystyle {\begin{cases}\theta =\arcsin x\\x\in [-1;1]\end{cases}}\Longleftrightarrow {\begin{cases}x=\sin \theta \\\theta \in \left[-{\dfrac {\pi }{2}};{\dfrac {\pi }{2}}\right]\end{cases}}}.

## Courbe représentative
Dans un repère cartésien orthonormé du plan, la courbe représentative de la fonction arc sinus est obtenue à partir de la courbe représentative de la restriction de la fonction sinus à l'intervalle {\displaystyle \left[-{\frac {\pi }{2}};{\frac {\pi }{2}}\right]} par la réflexion d'axe la droite d'équation {\displaystyle y=x}.

## Relations avec les fonctions circulaires directes
- {\displaystyle \sin(\arcsin x)=x} pour {\displaystyle x\in [-1;1]} ;
- {\displaystyle \cos(\arcsin x)={\sqrt {1-x^{2}}}} pour {\displaystyle x\in [-1;1]} ;
- {\displaystyle \tan(\arcsin x)={\frac {x}{\sqrt {1-x^{2}}}}} pour {\displaystyle x\in \left]-1;1\right[}.

Par contre, {\displaystyle \arcsin(\sin x)=x} seulement pour {\displaystyle x\in \left[-{\dfrac {\pi }{2}},{\dfrac {\pi }{2}}\right]}.
La formule générale est {\displaystyle \arcsin(\sin x)=(-1)^{k}(x-k\pi )} où {\displaystyle k} est la partie entière de {\displaystyle {\frac {x}{\pi }}+{\frac {1}{2}}}.

## Dérivée
Comme dérivée d'une bijection réciproque, {\displaystyle \arcsin } est dérivable sur {\displaystyle ]-1;1[} et vérifie :
{\displaystyle \arcsin 'x={\frac {1}{\sqrt {1-x^{2}}}}}.
Cette formule s'obtient grâce au théorème sur la dérivée d'une bijection réciproque et à la relation :
{\displaystyle \cos(\arcsin x)={\sqrt {1-x^{2}}}}.

## Développement ensérie entière
Si {\displaystyle |x|\leqslant 1},
{\displaystyle {\begin{aligned}\arcsin x&=x+{\frac {1}{2}}\cdot {\frac {x^{3}}{3}}+{\frac {1\cdot 3}{2\cdot 4}}\cdot {\frac {x^{5}}{5}}+{\frac {1\cdot 3\cdot 5}{2\cdot 4\cdot 6}}\cdot {\frac {x^{7}}{7}}+\cdots \\&=\sum _{n=0}^{\infty }{\frac {(2n-1)!!}{(2n)!!}}\cdot {\frac {x^{2n+1}}{2n+1}}\\&=\sum _{n=0}^{\infty }{\frac {{\dbinom {2n}{n}}x^{2n+1}}{4^{n}(2n+1)}}.\end{aligned}}}
(Voir aussi Fonction hypergéométrique#Cas particuliers.)

## Forme intégrale indéfinie
Cette fonction peut s'écrire sous la forme d'une intégrale indéfinie :
{\displaystyle \arcsin x=\int _{0}^{x}{\frac {1}{\sqrt {1-t^{2}}}}\,\mathrm {d} t}.

## Primitives
Les primitives de l'arc sinus s'obtiennent par intégration par parties :
{\displaystyle \int \arcsin x\,\mathrm {d} x=x\arcsin x+{\sqrt {1-x^{2}}}+C}.

## Relation entre arc sinus et arc cosinus

Représentations graphiques d' (en bleu) et d' (en rouge).

Pour tout réel {\displaystyle x} entre −1 et 1 :{\displaystyle \arccos x+\arcsin x={\frac {\pi }{2}}}.

## Extension aux complexes
De la relation valable pour tout {\displaystyle z} complexe : {\displaystyle \sin z=-\mathrm {i} \sinh(\mathrm {i} z)}, on déduit
{\displaystyle \arcsin z=-{\rm {i}}\operatorname {arsinh} ({\rm {i}}z)}.
D'où l'expression de la fonction arc sinus avec un logarithme complexe :{\displaystyle \arcsin z=-{\rm {i}}\ln \left({\rm {i}}z+{\sqrt {1-z^{2}}}\right)}, valable pour {\displaystyle z\in \mathbb {C} \setminus \left]-\infty ,-1\right[\cup \left]1,+\infty \right[}.
Le développement en série {\displaystyle \arcsin z=\sum _{n=0}^{\infty }{\binom {2n}{n}}{\frac {z^{2n+1}}{4^{n}(2n+1)}}} est alors valable pour tout {\displaystyle z} dans le disque fermé de centre 0 et de rayon 1.